# Дністровець (футзальний клуб)
Дністровець  — український футзальний клуб з міста Білгород-Дністровський Одеської області. У 1990 році виступав у чемпіонаті УРСР.

## Історія
Футзальний клуб «Дністровець» заснований 1990 року в місті Білгород-Дністровський. 
1990 року проходить перший чемпіонат УРСР з міні-футболу, в якому бере участь п'ять команд, включаючи «Дністровець». Переможцем за явною перевагою стає дніпропетровський «Механізатор», «Дністровець» же не входить навіть у трійку.
З 31 січня до 3 лютого 1991 року у спорткомплексі «Ювілейний» у Жовтих Водах проходить зональний турнір у рамках II всесоюзного турніру «Молодь України». Загалом у Жовтих Водах грало дев'ять команд, включаючи «Дністровець». На попередньому етапі дністровська команда потрапила до групи «Б» разом із «Авангардом» (Жовті Води), «Імпульсом» (Запоріжжя) та «Автозбирачем» (Луганськ). «Дністровець» набирає три очки (перемога та нічия) та з різницею м'ячів 8:5 залишає турнір, посівши третє місце у групі.
Потім через фінансові труднощі клуб розформували.

## Досягнення
- Чемпіонат УРСР з міні-футболу
  - 4-5-те місце (1): 1990 (неофіційний)

## Стадіон
Домашні матчі «Дністровець» проводив у Залі СК ДДАУ, яка вміщує 500 глядачів.